# Valea Poienii (gmina Râmeț)
Valea Poienii – wieś w Rumunii, w okręgu Alba, w gminie Râmeț. W 2011 roku liczyła 39 mieszkańców.